# Gabby et la Maison magique
Gabby et la Maison magique (Gabby's Dollhouse) est une série télévisée américaine créée par Traci Paige Johnson (en) et Jennifer Twomey et diffusée depuis le 5 janvier 2021 sur Netflix.
Mêlant animation et prises de vues réelles, elle raconte les aventures de la jeune Gabby plongé dans le monde animé de la Maison magique où vivent les Gabbychats,,.
En France, la série est rediffusée depuis août 2023 sur Gulli.
Une chaîne YouTube diffuse parallèlement des clips et des courts métrages inédits, ainsi que des tutoriels de bricolage. Des vidéos ont également été réalisées en 2022 en partenariat avec l'UNICEF dans le cadre du Gabby's Kid Power Challenge.
Un long métrage dérivé, Gabby et la Maison magique, le film (Gabby's Dollhouse: The Movie), réalisé par Ryan Crego est annoncé pour le 26 septembre 2025 aux États-Unis et le 8 octobre en France.

## Synopsis
Dans sa chambre, Gabby invente des histoires à partir des boîtes-surprises qu'elle reçoit dans sa boîte aux lettres super-mimi. Lorsqu'elle pince les oreilles de chat de son serre-tête, elle se retrouve plongée dans le monde animé de la Maison magique, une maison de poupée géante habitée par les Gabbychats.

## Fiche technique
- Titre original : Gabby's Dollhouse
- Titre français : Gabby et la Maison magique
- Création : Traci Paige Johnson (en), Jennifer Twomey
- Réalisation : Kevin Peaty, Lianne Hughes, Mandy Clotworthy, Alden Ford, Dan Riba, Mary Hutson, Emily Jourdan, Nuranee Shaw, Nick Salmon…
- Scénario : Jennifer Twomey, Matt Fleckenstein (supervision), Clark Stubbs, Dannah Feinglass Phirman, Natalie Barbrie, Evan Sinclair, Gilli Nissim, Max Beaudry, Francisco Paredes, Laura Santoro, Steven Sullivan, Abby Hodge…
- Direction artistique : David T. Chung
- Musique : PT Walkley (en)
- Production : Traci Paige Johnson, Jennifer Twomey
- Société de production : DreamWorks Animation
- Société de distribution : Netflix
- Pays de production :  États-Unis
- Langue originale : anglais
- Format : couleur - HDTV (1080p) - 16/9 - son 5.1 Dolby Digital
- Genre : animation
- Nombre de saisons : 11
- Nombre d'épisodes : 76
- Durée : 23 minutes
- Dates de première diffusion :
  - Monde : 5 janvier 2021 (Netflix)
- Classification : tout public

## Distribution

### Voix originales
- Laila Lockhart Kraner : Gabby
- Tucker Chandler puis Logan Bailey : Pandy Paws (Pandy Pattes en VF)
- Donovan Patton (en) : Catrat (Sacha en VF)
- Eduardo Franco : Daniel James « DJ » Catnip (DJ Miaou en VF)
- Juliet Donenfeld : Cakey (Ptichou en VF)
- Maggie Lowe : Baby Box (Bébé Boîte en VF)
- Tara Strong : Kitty Fairy (Fée Minette en VF) / Mama Box (Maman Boîte en VF)
- Secunda Wood : Mercat (Marine en VF)
- Carla Tassara : Carlita (Chabriolette en VF)
- Sainty Nelsen : Pillow Cat (Polochat en VF)
- Jude Schwartz : Box Brothers (Frères Boîte en VF)
- Eric Lopez : Pete the Polar Bear (Paul en VF)
- Elena Murray : Fluffy Flufferton (Peluche Peluchette en VF)
- Halle Hrzich : Luli-Loo (Luli-Lou en VF)
- Thomas Bushell : Bitty Fairy (Fée Mignonette en VF)
- Reggi Watkins : DJ Comet (DJ Comète en VF)
- Ling Gordon : Figgy (Ficelle en VF)
- Darrell Brown : Santa Kitty (Chacha Noël en VF)
- Aria Surrec : Hsiu Hsiu (Chouchou en VF)
- Kailen Jude : Spongey-Saurus (Spongi l'épongeosaure en VF)
- Brittney Johnson : Sunny Cat (Solarine en VF)
- PT Walkley (en) : Kitty Squiddy (Matoupoulpe en VF)
- Henry Witcher : Bakey (Praline en VF)
- Archibald Englehardt : Flakey (Pépite en VF)
- Mia Lynn Bangunan : Marshapan (Frangipane en VF)
- Amari McCoy : Paddycake (Profiterole en VF)
- Darren Criss : Marty the Paty Cat (Maarty le Festichat en VF)
- Barbara Dirickson : Grandma CatRat (Mamicha en VF)
- Nick A. Fisher : Kitchen Bot
- Keira Jo Lassor : Spa Bot

### Voix françaises
- Lior Chabbat : Gabby
- Isaac Lobé-Lebel, Mathias Marzac puis Sacha Tomassian : Pandy Pattes
- Yoann Sover : Sacha
- Pascal Nowak : DJ Miaou
- Pia Bonfils : Bébé Boîte
- Victoire Pauwels puis Émilie de Branche : Ptichou
- Anouk Petitgirard puis Émilie de Branche : Ptichou (voix chantée)
- Caroline Combes : Fée Minette
- Maeva Méline : Fée Minette (voix chantée) / Chouchou
- Emmylou Homs : Maman Boîte / Peluche Peluchette
- Fily Keita : Marine
- Barbara Beretta : Marine (voix chantée)
- Claire Baradat : Chabriolette
- Camille Donda : Polochat
- Bruno Magne : Paul
- Patricia Legrand : Luli-Lou
- Clara Soares : Fée Mignonette
- Guillaume Beaujolais : DJ Comète / Chacha Noël
- Leslie Lipkins : Ficelle
- Sauvane Delanoë : Spongi
- Marie Zidi : Solarine
- Benjamin Bollen : Matoupoulpe
- Julien Salvia : Marty
- Michaël Lelong : Marty (voix chantée)
- Marie-Martine : Mamicha

Version française réalisée par Iyuno-SDI (saisons 1 à 5) puis Titrafilm (depuis la saison 6) ; direction artistique : Olivier Podesta ; adaptation des dialogues : Julie Leroy-Lecuyer, Thierry Renucci, Olivier Coudert ; adaptation des chansons : Olivier Podesta.

## Personnages
Personnages principaux
- Gabby : adolescente qui a plein d'imagination et adore la couleur arc-en-ciel ;
- Pandy Pattes (Pandy Paws en VO) : peluche de Gabby. Gourmand, il adore faire des câlins-surprises et des « check pattes » ;
- Charlie (Floyd en VO) : chat de Gabby ;
- Les Gabbychats : résidents de la Maison magique ;
  - P'tichou (Cakey en VO) : il vit dans la cuisine et est un expert en pâtisserie ;
  - Bébé Boîte (Baby Box en VO) : elle vit dans l'atelier et est une spécialiste de la décoration ; elle a une maman, Maman Boîte (Mama Box en VO), trois grands frères et un petit, Bobby (Benny en VO) ;
  - Marine (Mercat en VO) : elle vit dans la salle de bains et confectionne des potions de bien-être ;
  - Fée Minette (Kitty Fairy en VO) : elle vit dans le jardin de contes de fées et fait tout pousser grâce à la végi-magie ;
  - Chabriolette (Carlita en VO) : elle vit dans la salle de jeux et est une adepte de tous les sports ;
  - DJ Miaou (DJ Catnip en VO) : il vit dans le salon de musique et sait jouer de tous les instruments ;
  - Polochat (Pillow Cat en VO) : elle vit dans la chambre à coucher et adore raconter des histoires pour s'endormir ;
  - Sacha (Catrat en VO) : il apparaît de n'importe où et adore faire des farces ;
  - Marty le festichat (Marty the Party Cat en VO) : il vit dans le miaousic-hall où il organise des fêtes.

Autres personnages
- Chatons-hamsters ou chamsters (Hamster Kitties en VO) : petits animaux mi-chats mi-hamsters qui peuplent la Maison magique ;
- Boules de lapins (Dust Bunnies en VO) : petits animaux mi-lapins mi-pompons qui peuplent la Maison magique ;
- Praline, Pépite, Frangipane et Profiterole (Bakey, Flakey, Marshapan, Paddycake en VO) : cousins cupcakes de P'tichou ;
- Paul (Pete en VO) : ours polaire
- DJ Comète (DJ Comet en VO) : cousin de DJ Miaou qui vit dans la chatosphère ;
- Peluche Peluchette (Fluffy Flufferton en VO) : chatte blanche vedette de la chanson ;
- Luli-Lou (Luli-Loo en VO) : fée du jardin ;
- Chouchou (Hsui-Hsui en VO) : petite soeur de Marine et Solarine ;
- Kico la chalicorne (Kico the Kittycorn en VO) : mi-chat mi-licorne ;
- Minounarval (Kitty Narwhal en VO) : mi-chat mi-narval ;
- Chacha Noël (Santa Kitty en VO) ;
- Ficelle (Figgy en VO) : cheffe des elfes de Chacha Noël ;
- Sucre d'orge (Candy Cane en VO) : renne de Chacha Noël ;
- Spongi l'épongeosaure (Spongey the Spongey-Saurus en VO) : dinosaure fait en éponge ;
- Solarine (Sunnycat en VO) : soeur de Marine qui vit à Sirènatlantide ;
- Matoupoulpe (Kitty Squiddy en VO) : mi-chat mi-pieuvre, il vit à Sirènatlantide ;
- Fée Mignonette (Bitty Fairy en VO) : fée-luciole du jardin ;
- Mamicha (Grandma Catrat en VO) : grand-mère de Sacha ;
- Pâques (Eggy en VO) : ch'lapin de Pâques ;
- Miboux (Me-owls en VO) : famille de hiboux qui font « mi-hou! » ;
- Zip, Crousty, Pointe et Disco (Zeke, Munchy, Dot et Disco en VO) : poichatons (Kitty Fishies en VO), mi-poissons mi-chatons qui vivent dans la mare du jardin de contes de fées.

## Épisodes
| Saison | Saison | Épisodes | Première diffusion (Netflix) | Rediffusion (Gulli) |
| ------ | ------ | -------- | ---------------------------- | ------------------- |
|        | 1      | 10       | 5 janvier 2021               | 28 août 2023        |
|        | 2      | 8        | 10 août 2021                 | NC                  |
|        | 3      | 7        | 19 octobre 2021              | NC                  |
|        | 4      | 8        | 1er février 2022             | NC                  |
|        | 5      | 6        | 25 juillet 2022              | NC                  |
|        | 6      | 6        | 1er novembre 2022            | NC                  |
|        | 7      | 6        | 20 mars 2023                 | NC                  |
|        | 8      | 7        | 7 août 2023                  | NC                  |
|        | 9      | 6        | 25 mars 2024                 | NC                  |
|        | 10     | 6        | 5 août 2024                  | NC                  |
|        | 11     | 6        | 17 février 2025              | NC                  |

### Saison 1
- La Soucoupe volante (Spaceship)
- Le Hoquet de Gabby (Hiccups)
- Les Chatons hamsters (Hamster Kitties)
- L'École des chats (Kitty School)
- Le Chappareil-photo (Camera)
- Les Défenseurs de la Maison magique (Dollhouse Defenders)
- La Boule à paillettes (Mixed Up Dollhouse)
- Le Misti-mousta-show (Game Show)
- Les Pirates (Kitty Pirates)
- L'Éclat perdu de Marine (MerCat Gets Her Sparkle Back)

### Saison 2
- Mini Poupon Bouton (Itty Bitty Blossom)
- L'Inauguration (Store Day)
- La Soirée pyjama de Fée Minette (Sleepover)
- Silence, on tourne ! (Let's Make a Movie!)
- Paul, l'ours polaire (Pete the Polar Bear)
- Les Chatons rangers (Kitty Rangers)
- Les Jeux for-miaou-dables (The Meow-Mazing Games)
- L'Anniversaire de Pandy (Pandy's Birthday)

### Saison 3
- L'Hôtel magique (The Dollhouse Hotel)
- Une histoire de chat-valiers (A Knight's Tale)
- Le Train musical (DJ's Glow Ride)
- La Banane spéciale jour de pluie (Rainy Day Banana)
- Sacha le bandit (CatRat the Bandit)
- À la recherche du groove (DJ Catnip Gets His Groove Back)
- Fée Minette est malade (Kitty Fairy Gets Sick)

### Saison 4
- Les Cousins cupcakes de Ptichou (Cakey's Cupcake Cousins)
- Miaourdi (Purrsday)
- À la découverte des safaris (Dollhouse Safari)
- Peluche Peluchette (Fluffy Flufferton)
- Abra-cha-dabra! (Abra-CAT-dabra!)
- Le Festival des fées (Fairy Festival)
- Les Contes de fées de la Maison magique (Dollhouse Fairy Tales)
- Le Ch'lapin de Pâques (The Easter Kitty Bunny)

### Saison 5
- Gabby, j'ai rétréci les Gabbychats (Gabby, We Shrunk the Kitties)
- En mission sur Chaturne (Mission to Caturn)
- Le Cahier de gribouillage (Doodle Book)
- L'Arbre à cupcakes (Cupcake Tree)
- Les Détectives de la Maison magique (Dollhouse Detectives)
- Joyeux Chat-lloween! (Happy Cat-O-Ween!)

### Saison 6
- Un Noël chabuleux (A CAT-Tabulous Christmas)
- La Chasse aux pièces de puzzle (Catrat's Puzzle Hunt)
- Les Super Futés (Super Thinkers!)
- Le Distributeur à gobelets (Paper Cup Popper)
- Le Coffre à costumes de la Maison magique (Dollhouse Dress Up Adventure)
- Kico la Chalicorne (Kico the KittyCorn)

### Saison 7
- Des avions, des trains et des montgolfières (Planes, Trains and Kitty Balloons!)
- Des amis féériques (True Fairy Friends)
- Les Yeux rigolos (Googly Eyes)
- Spongi l'épongeosaure (Spongey-Saurus)
- La Journée du Miaou-séum de Bébé Boîte (Baby Box’s Meow-Seum Day!)
- Chabriolette, le camion de glaces (Carlita the Ice Cream Truck!)

### Saison 8
- Le Monde magique de Sirènatlantide (The Magical Mermaid-Lantis)
- Croisière polaire (Snow Cruise)
- Bienvenue Bébé Bobby Boîte! (Baby BennyBox is Here!)
- La Croisière des sirènes (The Mermaid Cruise)
- La Chasse aux bracelets porte-bonheur (Charm Bracelet Treasure Hunt)
- Les Poichatons de Sacha (CatRat’s KittyFish)
- La Croisière de Noël des sirènes (Mermaid Christmas Cruise)

### Saison 9
- Le Festival musical (Music Festival)
- L'Anniversaire de P'tichou (Cakey's Birthday)
- Le Mauvais Jour de Pandy (Pandy's Bad Day)
- Les Aventures fantartistiques de Bébé Boîte (Baby Box's Crafty-riffic Adventure)
- Les Ridi-cubes (Silly Kitty Cubes)
- La Course for-miaou-dable de Chabriolette (Carlita's Ameowzing Race)

### Saison 10
- Joyeux anniversaire, Gabby! (Happy Birthday, Gabby!)
- Marty le festichat (Marty the Party Cat)
- Fais un voeu (You Wish!)
- Fête surprise pour Sacha (CatRat's Birthday Surprise)
- Le Créa-robot (Craft Bot)
- Mamicha (Grandma CatRat)

### Saison 11
- La Nurs'oreille (Kitty Care Ear)
- La Dent de lait de Bobby (Benny's First Tooth)
- Joyeuse Saint-Chalentin! (Happy Kitty-tines Day!)
- Le Cosmochaton (Baby Alien Kitty)
- Polochat ne trouve pas le sommeil (The Night PillowCat Couldn't Sleep)
- La Fête des chamilles (Family Day)

## Production
La production de la série a commencé au tout début de la pandémie de Covid-19. C'est la première production DreamWorks dont l'équipe créatrice est basée à New York au lieu de Los Angeles, les échanges avec le studio se faisant - également pour la première fois - en visioconférence.
Le concept des « boîtes surprises » a été inspiré à Traci Page Johnson et Jennifer Twomey par des vidéos de déballages en direct de produits par les internautes sur les réseaux sociaux. Les personnages félins ont également été inspirés par le succès des vidéos de chats sur Internet. L'idée de valoriser les échecs comme phase d'apprentissage est tirée quant à elle du livre de Carol Dweck The Growth Mindset.
Les chansons et la bande originale, composées par PT Walkley (en), intègrent des styles peu fréquents dans une série pré-scolaire comme le disco ou la pop, notamment au travers du personnage de DJ Miaou selon la volonté des créatrices d'éviter la « musique sirupeuse » (« saccharine-y sweet music »).
L'animation est confiée aux studios Technicolor Animation Productions (saisons 1 à 4), Dave Enterprises, CGCG, Doberman Pictures, Saffronic (depuis La Croisière de Noël des sirènes) et Gabby Gabby Hey Productions ; les parties live sont réalisées par One-Take Floyd.
Le 25 avril 2024, Universal Pictures et DreamWorks Animation annoncent la mise en production d'un long métrage dérivé, intitulé Gabby et la Maison magique, le film (Gabby's Dollhouse: The Movie), réalisé par Ryan Crego et produit par Steven Schweickart,. Le tournage a débuté en juillet 2024 à Vancouver pour une sortie prévue le 26 septembre 2025 aux États-Unis et le 8 octobre en France.
Netflix indique parallèlement avoir commandé de nouveaux épisodes, portant le total à 100.

## Réception
D'après le sondeur Nielsen, la série se classe en 2023 6e des séries les plus regardées sur Netflix tous genres confondus. En 2024, elle se classe dans le top 10 des séries les plus regardées sur Netflix dans 57 pays.

## Distinctions

### Nominations
- Annie Awards 2023 : Meilleure production d'animation préscolaire pour l'épisode Cakey's Cupcake Cousins

## Produits dérivés
Le lancement de la saison 8 en août 2023 a été l'occasion du déploiement de la licence en France.
Une gamme de jeux et de jouets, comprenant notamment la Maison magique grandeur nature et les personnages, est commercialisée par la société Spin Master, ainsi qu'une série Lego et des objets interactifs chez VTech.
Un magazine Gabby et la Maison magique est édité par Blue Océan depuis janvier 2024. Une collection d'histoires individuelles et d'albums de coloriage est éditée par Hachette Jeunesse depuis août 2023.
L'enseigne Kiabi a également sorti une série de vêtements et d'accessoires à l'effigie des Gabbychats.